# Rudy Burckhardt
Rudy (Rudolf August, auch: Rudolph) Burckhardt (* 6. April 1914 in Basel; † 1. August 1999 in Searsmont, Maine) war ein schweizerisch-US-amerikanischer Fotograf, Filmregisseur und Kameramann. Er zählt zu den Pionieren der Street Photography und des amerikanischen Experimentalfilms. Er war Mitglied der Photo League in New York. Die Photo League war eine Organisation von Fotografen in New York City, die sich der Dokumentation des Lebens in den Arbeitervierteln widmete. Sie wurde 1936 gegründet und bot ihren Mitgliedern Schulungen, Ausstellungsräume und eine Plattform für den Austausch über soziale und kreative Themen. Die Photo League spielte eine wichtige Rolle bei der Entwicklung der sozialdokumentarischen Fotografie in den USA.

## Leben
Rudy Burckhardt stammte aus der bekannten Basler Familie Burckhardt. Die Fotografie entdeckte er für sich, als er in London eigentlich Medizin studieren wollte. Er gab das Studium auf und widmete sich ganz der Fotografie. 1935 wanderte er nach New York City aus. Kriegsdienst leistete er beim Signal Corps von 1941 bis 1944 auf Trinidad. 1947 heiratete Burckhardt die Malerin und Schriftstellerin Edith Schloss (Offenbach 1919 – 2011 Rom). 1949 kam der Sohn Jacob auf die Welt. 1948–1949 studierte Burckhardt Malerei bei Amédée Ozenfant und anschließend 1950–1951 an der Akademie der Schönen Künste in Neapel. Er wurde jedoch als Maler nie erfolgreich; die Fotografie und der Film blieben seine Medien.
1948 wurde er Mitglied der Photo League. Bis in die 1960er Jahre verdiente er seinen Lebensunterhalt vor allem als Fotograf von Künstlerporträts für das amerikanische Kunstmagazin ARTnews. Nach der Scheidung von Edith Schloss 1961 heiratete er 1964 die Malerin Yvonne Jacquette (1934–2023); im selben Jahr war die Geburt des Sohnes Thomas. Von 1967 bis 1984 lehrte er als Dozent für Filmregie an der University of Pennsylvania. Ab den 1990er Jahren – als seine Fotos gerade wiederentdeckt wurden – fotografierte er kaum noch.
Burckhardt wählte den Freitod; er ertrank in einem See in der Nähe seines Anwesens.

## Werk
Rudy Burckhardt verkehrte schon bald nach seiner Ankunft in New York City im künstlerischen Milieu der Stadt, zu dem unter anderen die Maler Willem de Kooning, Alex Katz und Larry Rivers, aber auch der Komponist John Cage, der Schriftsteller Paul Bowles sowie der Filmregisseur Orson Welles zählten. Neben Walker Evans war er in den 1930er Jahren einer der Pioniere, die scheinbar beiläufig Menschen in den Straßenschluchten der Großstädte, in der U-Bahn, die Schaufenster und Läden fotografierten.
Außerdem experimentierte er mit 16-mm-Filmen. 1936 entstand sein erster Film, dessen Titel 145 West 21 auf seine Wohnadresse verweist. 1937 hielt er sich neun Monate auf Haiti auf, wo ein weiterer Film entstand. Auch auf Trinidad filmte er in den 40er Jahren die Bewohner der Insel. Ab den 1950er Jahren entstanden nicht nur dokumentarische Filme, sondern auch Kurzfilme wie Mounting Tension, 1950, der eher an Slapstick erinnert. Der junge Larry Rivers spielt darin einen liebestollen Maler, der sich allerhand Ärger einhandelt.
Seine Aufnahme des Flatiron Buildings in New York im Gegenlicht zählt zu den Ikonen der New York-Fotografie. Wie sein Landsmann Robert Frank prägte Burckhardt nicht zuletzt in Europa das Bild vom Leben in den USA, besonders in der Großstadt New York und das Bild von der New Yorker Künstlerszene.